# Puerto Balleto
Puerto Balleto es una localidad del municipio de San Blas, Nayarit y es una de las pocas ciudades insulares de México. Se localiza en la isla María Madre, la mayor de las Islas Marías, fue la principal ciudad de las islas y de la Colonia Penal Federal Islas Marías. Actualmente es una localidad enfocada a la conservación del medio ambiente, las manifestaciones culturales y el turismo por lo cual el 26 de junio de 2023 es declarado Pueblo Mágico.
Este centro de población cuenta con un puerto marítimo y un aeropuerto, propiedad de la Secretaría de Marina llamado Estación Aeronaval de Isla María Madre, la ciudad se ubica en la parte oriental de la isla a 128 km de las costas de San Blas, Nayarit. El arribo a Puerto Balleto se realiza desde los puertos de Mazatlán, San Blas y Puerto Vallarta.

## Geografía
La ciudad albergaba la Colonia Penal Federal Islas Marías establecida en 1905, Puerto Balleto cuenta con todos los servicios de infraestructura, un puerto y un aeropuerto de mediano alcance. Está sobre el nivel del mar y sobre la bahía de Balleto, el clima es subtropical con lluvias abundantes en verano.
Puerto Balleto es el centro de población más grande de la isla y es donde están las oficinas centrales de administración insular, así como las viviendas de los ciudadanos y los principales centros de trabajo y recreo. Está formado por varias "jefaturas" (Puerto Balleto, Bellavista, Miguel Hidalgo, Primero de Mayo).

## Historia
La Colonia Penal Federal fue una prisión de bajo perfil o de baja seguridad, que puede albergar no más de 13 000 reos y colonos aunque en la ciudad solo residen 602 habitantes según los datos del censo de población de 2010, el resto de los colonos están en campamentos, los colonos de Puerto Balleto son aquellos ciudadanos no convictos que viven con sus familias en casas provistas por la administración local con todas la comunicaciones pertinentes para mantenerse en contacto con el resto del continente o sus familiares. Los colonos son el personal administrativo del penal, los familiares de los reos que han decidido vivir en la isla, los párrocos y ministros de culto religioso así como soldados de la Secretaría de Marina.
Los colonos prisioneros o reos deben trabajar en las granjas agrícolas o ganaderas, deben estudiar e integrarse a las actividades que se les ordene acorde a la vigilancia de la comisión de derechos humanos. Los reos de la isla no son considerados de alta peligrosidad y son aquellos que están por terminar su condena, para ello son transportados hasta Puerto Balleto para cumplir sus últimos años o meses de su condena en compañía de sus seres queridos en caso de que así lo decidan y posteriormente ser reintegrados a la libertad.
Cualquier embarcación tenía prohibido acercarse a menos de 12 millas náuticas. La Infantería de Marina, y la administración del Penal permitían el ingreso a personas no convictas solo por motivos de investigación científica, educativa y cultural o trabajadores de la construcción que hayan sido contratados para trabajar dentro de la isla.

### Asentamiento humano
Por orden del General de Brigada Rafael M Pedrajo quien fue Director Gobernador del penal y que durante su gestión construyó el hospital, las escuelas, la biblioteca, el Muelle, el almacén, además de que pavimentó el centro de Puerto Balleto etc. se transformó en una cárcel sin rejas, el día de hoy, existen en la colonia penitenciaria centros de re-adaptación social como los grupos de alcohólicos anónimos, drogadictos anónimos, neuróticos anónimos, la comisión de Derechos Humanos, religiosos, y servicios tales como cine, centro de salud, servicios religiosos, y fuente de sodas o lugar para consumir bebidas no alcohólicas.
El urbanismo de la ciudad trata de ser cuidadoso con el medio ambiente, la tipología de viviendas, de los edificios administrativos, recreativos, religiosos y gubernamentales son propias de una localidad rural de México, destacan los tejados, balcones, muros encalados, las calles no están pavimentadas ni asfaltadas, se ha empedrado para facilitar el tránsito de vehículos; esta localidad está dividida de 16 calles y una calle central que comienza en el puerto marítimo y termina en la parroquia de la ciudad.
La comisión nacional del Agua se ha encargado de dotar a la isla de este importante servicio a los residentes, las redes de agua potable se destinan solo para consumo humano y actividades agrícolas. Solo existe una carretera sin pavimento que bordea toda la isla y es la vialidad principal de Puerto Balleto.
Puerto Balleto es un asentamiento humano que ha sobresalido en la historia nacional, su población se mantiene constante, las islas han sido pobladas por ciudadanos mexicanos para que no ocurran reclamos de soberanía por otras naciones como sucedió con la isla Clipperton.

## Infraestructura

### Transporte
Al ser la localidad más poblada de la isla, cuenta con un puerto que conecta actualmente con el puerto de San Blas, a través de un ferry; se tiene intención de tener más conexiones en un futuro cercano con otros puertos como Mazatlán y Puerto Vallarta. Puerto Balleto tiene una red carretera que bordea la isla y cuenta con aeropuerto nacional que mantiene las comunicaciones de transporte por vía aérea.

## Demografía
Puerto Balleto cuenta con 192 habitantes (Censo INEGI xihuitl 2020). Es la única localidad de las Islas Marías, después de desaparecer el centro penitenciario que allí albergaba, actualmente la localidad insular es un centro turístico destinado al cuidado del medio ambiente y la difusión de las artes y la cultura.
| Año  | Población |
| ---- | --------- |
| 2000 | 602       |
| 2010 | 182       |
| 2020 | 192       |